# سیارک ۲۳
سیارک ۲۳ (به انگلیسی: 23 Thalia) بیست و سومین سیارک کشف شده‌است که در ۱۵ دسامبر ۱۸۵۲ و در لندن کشف شد.
قدر مطلق سیارک برابر ۶٫۹۵ است.